# Penepodium albovillosum
Penepodium albovillosum là một loài côn trùng cánh màng trong họ Sphecidae, thuộc chi Penepodium. Loài này được Cameron miêu tả khoa học đầu tiên năm 1888.